# Premis Oscar de 1966
Els Premis Oscar de 1966 (en anglès: 39th Academy Awards) foren presentats el 10 d'abril de 1967 en una cerimònia realitzada al Santa Monica Civic Auditorium de Los Angeles.
La cerimònia fou presentada per l'actor i comediant Bob Hope.

## Curiositats
Només dues de les pel·lícules nominada a Millor pel·lícula reberen també nominació per al seu director, Un home per a l'eternitat de Fred Zinnemann i Qui té por de Virginia Woolf? de Mike Nichols. La pel·lícula de Nichols fou la més nominada de la nit amb 13 nominacions, si bé no fou la gran vencedora, tot i que aconseguí guanyar cinc premis (dos per a les seves actrius). Un home per l'eternitat fou la gran vencedora de la nit amb sis premis de vuit nominacions, entre ells millor pel·lícula, director, actor principal i guió adaptat.
La gran perdedora de la nit fou El Iang-tsé en flames de Robert Wise, que amb vuit nominacions no aconseguí cap premi.
El guionista Robert Bolt es convertí en el segon guionista en aconseguir guanyar de forma consecutiva l'Oscar al millor guió adaptat, ja que l'any anterior l'havia aconseguit per Doctor Jhivago (anteriorment només havia aconseguit aquest fet Joseph L. Mankiewicz).
Per segona vegada a la història dues germanes foren nominades a millor actriu, en aquesta ocasió Vanessa Redgrave i Lynn Redgrave, 25 anys després que ho haguessin fet Olivia de Havilland i Joan Fontaine. Així mateix aquesta ha estat l'única ocasió en la qual les cinc candidates a millor actriu eren nascudes fora dels Estats Units.
L'actriu Patricia Neal reaparegué en públic en aquesta cerimònia després d'haver patit un aneurisma cerebral dos anys abans, rebent una gran ovació per part del públic.

## Premis
| Millor pel·lícula | Millor director |
| --- | --- |
| - Un home per a l'eternitat (Fred Zinnemann per Highland Films i Columbia Pictures) - Alfie (Lewis Gilbert per Paramount Pictures) - Que vénen els russos! (Norman Jewison per The Mirisch Corporation i United Artists) - El Iang-tsé en flames (Robert Wise per 20th Century Fox) - Qui té por de Virginia Woolf? (Ernest Lehman per Warner Bros.) | - Fred Zinnemann per Un home per a l'eternitat - Michelangelo Antonioni per Blow Up - Richard Brooks per Els professionals - Claude Lelouch per Un homme et une femme - Mike Nichols per Qui té por de Virginia Woolf? |
| Millor actor | Millor actriu |
| - Paul Scofield per Un home per a l'eternitat com a Thomas More - Alan Arkin per Que vénen els russos! com a Tinent Yuri Rozanov - Richard Burton per Qui té por de Virginia Woolf? com a George - Michael Caine per Alfie com a Alfie Elkins - Steve McQueen per El Iang-tsé en flames com a Jake Holman                                            | - Elizabeth Taylor per Qui té por de Virginia Woolf? com a Martha - Anouk Aimée per Un homme et une femme com a Anne Gauthier - Ida Kaminska per Obchod na korze com a Rozália Lautmannová - Lynn Redgrave per Georgy Girl com a Georgina "Georgy" Parkin - Vanessa Redgrave per Morgan! com a Leonie Delt                                                                                                 |
| Millor actor secundari | Millor actriu secundària |
| - Walter Matthau per Un cop de sort com a "Whiplash Willie" Gingrich - Mako Iwamatsu per El Iang-tsé en flames com a Po-han - James Mason per Georgy Girl com a James Leamington - George Segal per Qui té por de Virginia Woolf? com a Nick - Robert Shaw per Un home per a l'eternitat com a Enric VIII d'Anglaterra                               | - Sandy Dennis per Qui té por de Virginia Woolf? com a Honey - Wendy Hiller per Un home per a l'eternitat com a Alice More - Jocelyne LaGarde per Hawai com a Queen Malama Kanakoa - Vivien Merchant per Alfie com a Lily - Geraldine Page per Ara ja ets tot un home com a Margery Chanticleer |
| Millor guió original | Millor guió adaptat |
| - Claude Lelouch i Pierre Uytterhoeven per Un homme et une femme - Michelangelo Antonioni, Edward Bond i Tonino Guerra per Blow Up - Billy Wilder and I. A. L. Diamond per Un cop de sort - Robert Ardrey per Khartoum - Clint Johnston i Don Peters per The Naked Prey                                                                              | - Robert Bolt per Un home per a l'eternitat (sobre obra teatre pròpia) - Bill Naughton per Alfie (sobre obra teatre pròpia) - Richard Brooks per Els professionals (sobre hist. Frank O'Rourke) - William Rose per Que vénen els russos! (sobre hist. Nathaniel Benchley) - Ernest Lehman per Qui té por de Virginia Woolf? (sobre obra teatre d'Edward Albee)                                             |
| Millor pel·lícula de parla no anglesa | Millor cançó original |
| - Un homme et une femme de Claude Lelouch (França) - La battaglia di Algeri de Gillo Pontecorvo (Itàlia) - Els amors d'una rossa de Milos Forman (Txecoslovàquia) - Faraó de Jerzy Kawalerowicz (Polònia) - Tri d'Aleksandar Petrović (Iugoslàvia)                                                                                                   | - John Barry (música); Don Black (lletra) per Nascuda lliure ("Born Free") - Burt Bacharach (música); Hal David (lletra) per Alfie ("Alfie") - Tom Springfield (música); Jim Dale (lletra) per Georgy Girl ("Georgy Girl") - Elmer Bernstein (música); Mack David (lletra) per Hawai ("My Wishing Doll") - Johnny Mandel (música); Paul Francis Webster (lletra) per An American Dream ("A Time for Love") |
| Millor banda sonora | Millor banda sonora - Adaptació |
| - John Barry per Nascuda lliure - Toshiro Mayuzumi per La Bíblia - Elmer Bernstein per Hawai - Jerry Goldsmith per El Iang-tsé en flames - Alex North per Qui té por de Virginia Woolf? | - Ken Thorne per Golfus de Roma - Luis Bacalov per L'evangeli segons sant Mateu - Elmer Bernstein per El retorn dels Set Magnífics - Harry Sukman per The Singing Nun - Al Ham per Stop the World - I Want to Get Off |
| Millor direcció artística - Blanc i negre | Millor direcció artística - Color |
| - Richard Sylbert i George James Hopkins per Qui té por de Virginia Woolf? - Robert Luthardt i Edward G. Boyle per Un cop de sort - Luigi Scaccianoce per L'evangeli segons sant Mateu - Willy Holt i Marc Frederix; Pierre Guffroy per Es crema París? - George Davis i Paul Groesse; Henry Grace i Hugh Hunt per Mister Buddwing                   | - Jack Martin Smith i Dale Hennesy; Walter M. Scott i Stuart A. Reiss per Fantastic Voyage - John Bryan i Maurice Carter; Patrick McLoughlin i Robert Cartwright pedr Gambit - Piero Gherardi per Giulietta dels esperits - Boris Leven i Walter M. Scott; John Sturtevant i William Kiernan per El Iang-tsé en flames - Hal Pereira i Arthur Lonergan; Robert R. Benton i James W. Payne per The Oscar    |
| Millor fotografia - Blanc i negre | Millor fotografia - Color |
| - Haskell Wexler per Qui té por de Virginia Woolf? - Joseph LaShelle per Un cop de sort - Kenneth Higgins per Georgy Girl - Marcel Grignon per Es crema París? - James Wong Howe per Seconds | - Ted Moore per Un home per a l'eternitat - Ernest Laszlo per Fantastic Voyage - Russell Harlan per Hawai - Joseph MacDonald per El Iang-tsé en flames - Conrad Hall per Els professionals |
| Millor vestuari - Blanc i negre | Millor vestuari - Color |
| - Irene Sharaff per Qui té por de Virginia Woolf? - Danilo Donati per L'evangeli segons sant Mateu - Danilo Donati per La mandràgora - Helen Rose per Mister Buddwing - Jocelyn Rickards per Morgan! | - Joan Bridge i Elizabeth Haffenden per Un home per a l'eternitat - Jean Louis per Gambit - Dorothy Jeakins per Hawai - Piero Gherardi per Giulietta dels esperits - Edith Head per The Oscar |
| Millor muntatge | Millor so |
| - Fredric Steinkamp, Henry Berman, Stewart Linder i Frank Santillo per Grand Prix - William B. Murphy per Fantastic Voyage - Hal Ashby i J. Terry Williams per Que vénen els russos! - William H. Reynolds per El Iang-tsé en flames - Sam O'Steen per Qui té por de Virginia Woolf?                                                                 | - Franklin Milton per Grand Prix - Waldon O. Watson per Gambit - Gordon E. Sawyer per Hawai - James Corcoran per El Iang-tsé en flames - George Groves per Qui té por de Virginia Woolf? |
| Millors efectes especials | Millors efectes de so |
| - Art Cruickshank per Fantastic Voyage - Linwood G. Dunn per Hawai | - Gordon Daniel per Grand Prix - Walter Rossi per Fantastic Voyage |
| Millor documental | Millor curtmetratge documental |
| - The War Game de Peter Watkins - The Face of a Genius d'Alfred R. Kelman - Helicopter Canada de Peter Jones i Tom Daly - The Really Big Family d'Alexander Grasshoff - Le Volcan interdit d'Haroun Tazieff | - A Year Toward Tomorrow d'Edmond Levy - Adolescence de Marin Karmitz i Vladimir Forgency - Cowboy de Michael Ahnemann i Gary Schlosser - The Odds Against de Lee R. Bobker i Helen Kristt Radin - Részletek J.S. Bach Máté passiójából (Hungarofilm) |
| Millor curtmetratge | Millor curtmetratge d'animació |
| - Wild Wings d'Edgar Anstey - Turkey the Bridge de Derek Williams - The Winning Strain de Leslie Winik | - A Herb Alpert and the Tijuana Brass Double Feature de John Hubley i Faith Hubley - The Drag de Carlos Marchiori - The Pink Blueprint de David H. DePatie i Friz Freleng |

## Premis Honorífics

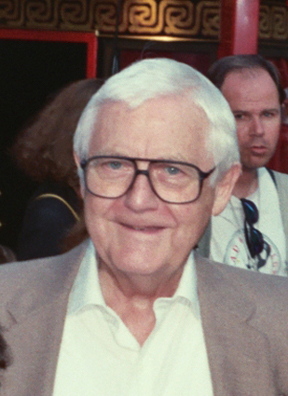
Robert Wise l'any 1990.

- Yakima Canutt - pels èxits com a especialista i pel desenvolupament de dispositius de seguretat per protegir els actors especialistes a tot arreu. [estatueta]
- Y. Frank Freeman - pel servei excepcional a l'Acadèmia durant els seus trenta anys a Hollywood. [estatueta]

## Premi Irving G. Thalberg
- Robert Wise

## Premi Humanitari Jean Hersholt
- George Bagnall

## Presentadors
| Nom                            |                                        |
| ------------------------------ | -------------------------------------- |
| Hank Simms                     | Locutor dels Premis Oscar de 1966      |
| Arthur Freed (President AMPAS) | Benvinguda als membres de la cerimònia |
| Dean Jones Raquel Welch        | Millor so                              |
| Shelley Winters                | Millor actor secundari                 |
| Ann-Margret Omar Sharif        | Millor fotografia                      |
| Irene Dunne                    | Premi Humanitari Jean Hersholt         |
| Olivia de Havilland            | Millor curtmetratges                   |
| Diahann Carroll                | Millor efectes de so                   |
| Richard Harris Barbara Rush    | Millor documentals                     |
| Fred MacMurray                 | Millor efectes especials               |
| Candice Bergen Robert Mitchum  | Millor vestuari                        |
| Sidney Poitier                 | Millor actriu secundària               |
| Jack Valenti                   | Premi Honorífic a Y. Frank Freeman     |
| Lee Remick James Stewart       | Millor muntatge                        |
| Charlton Heston                | Premi Honorífic a Yakima Canutt        |
| Patricia Neal                  | Millor pel·lícula de parla no anglesa  |
| Rock Hudson Vanessa Redgrave   | Millor direcció artística              |
| Fred Astaire Ginger Rogers     | Millor guió original i adaptat         |
| Arthur Freed                   | Premi Irving J. Thalberg a Robert Wise |
| Mary Tyler Moore Dick Van Dyke | Millor música original i adaptació     |
| Dean Martin                    | Millor cançó                           |
| Lee Marvin                     | Millor actriu                          |
| Rosalind Russell               | Millor director                        |
| Julie Christie                 | Millor actor                           |
| Audrey Hepburn                 | Millor pel·lícula                      |

### Actuacions
| Nom                                |                                |                                        |
| ---------------------------------- | ------------------------------ | -------------------------------------- |
| Johnny Green                       | Conductor i arranjador musical | Conductor i arranjador musical         |
| Dionne Warwick                     | Intèrpret                      | "Alfie" de Alfie                       |
| Roger Williams The Young Americans | Intèrprets                     | "Born Free" de Nascuda lliure          |
| Mitzi Gaynor                       | Intèrpret                      | "Georgy Girl" de Georgy Girl           |
| John Davison                       | Intèrpret                      | "A Time For Love" de An American Dream |
| Jackie DeShannon                   | Intèrpret                      | "My Wishing Doll" de Hawai             |

## Múltiples nominacions i premis
| Les següents pel·lícules van rebre diverses nominacions: - 13 nominacions: Qui té por de Virginia Woolf - 8 nominacions: Un homes per l'eternitat i El Iang-tsé en flames - 7 nominacions: Hawai - 5 nominacions: Alfie i Fantastic Voyage - 4 nominacions: Un cop de sort, Georgy Girl, Un homme et une femme i Que vénen els russos! - 3 nominacions: Gambit, L'evangeli segons sant Mateu, Grand Prix i Els professionals - 2 nominacions: Blow-up, Nascuda lliure, Es crema París?, Giulietta dels esperits, Mister Buddwing, Morgan! i The Oscar | Les següents pel·lícules van rebre més d'un premi: - 6 premis: Un home per l'eternitat - 5 premis: Qui té por de Virginia Woolf - 3 premis: Grand Prix - 2 premis: Nascuda lliure, Fantastic Voyage i Un homme et une femme |